# Athlétisme à l'Universiade d'été de 1977
Navigation
Rome 1975 Mexico 1979
Les épreuves d'athlétisme de l'Universiade d'été de 1977 se sont déroulées à Sofia, en Bulgarie.

## Podiums

### Hommes
| 100 m | Silvio Leonard 10 s 08                                                                        | Petar Petrov 10 s 19                                                             | Osvaldo Lara 10 s 31                                                                        |
| 200 m | Clancy Edwards 20 s 46                                                                        | Silvio Leonard 20 s 64                                                           | William Snoddy 21 s 17                                                                      |
| 400 m | Fons Brijdenbach 45 s 18                                                                      | Willie Smith 45 s 34                                                             | Ryszard Podlas 45 s 36                                                                      |
| 800 m | Alberto Juantorena 1 min 43 s 44                                                              | Milovan Savić 1 min 45 s 6                                                       | José Marajo 1 min 45 s 89                                                                   |
| 1 500 m | Jozef Plachý 3 min 40 s 2                                                                     | Mike Kearns 3 min 40 s 9                                                         | Abderrahmane Morceli 3 min 41 s 0                                                           |
| 5 000 m | Enn Sellik 13 min 44 s 6                                                                      | Jerzy Kowol 13 min 45 s 1                                                        | Leonid Moseyev 13 min 45 s 6                                                                |
| 10 000 m | Leonid Moseyev 29 min 12 s 0                                                                  | Franco Fava 29 min 12 s 7                                                        | Ilie Floroiu 29 min 13 s 4                                                                  |
| 110 m haies | Alejandro Casañas 13 s 21                                                                     | Jan Pusty 13 s 53                                                                | Vyacheslav Kulebyakin 13 s 55                                                               |
| 400 m haies | Tom Andrews 49 s 52                                                                           | Klaus Schönberger 49 s 55                                                        | Rolf Ziegler 49 s 72                                                                        |
| 3000 m steeple | Michael Karst 8 min 25 s 9                                                                    | Paul Copu 8 min 28 s 8                                                           | Ron Addison 8 min 29 s 4                                                                    |
| 4 × 100 m | Union soviétique Nikolay Kolesnikov Aleksandr Aksinin Juris Silovs Vladimir Ignatenko 38 s 75 | Italie Stefano Curini Stefano Rasori Pietro Farina Luciano Caravani 39 s 15      | États-Unis William Snoddy Mike Kee Clancy Edwards Harvey Glance 39 s 17                     |
| 4 × 400 m | États-Unis Evis Jennings Willie Smith Tim Dale Tom Andrews 3 min 1 s 20                       | Pologne Piotr Pietrzyk Henryk Galant Cezary Lapinski Ryszard Podlas 3 min 1 s 52 | Allemagne de l'Ouest Lothar Krieg Eberhard Schneider Ulrich Zunker Rolf Ziegler 3 min 6 s 3 |
| Saut en hauteur | Jacek Wszoła 2,22 m                                                                           | Paul Poaniewa 2,19 m                                                             | Aleksandr Grigoryev 2,19 m                                                                  |
| Saut à la perche | Władysław Kozakiewicz 5,55 m                                                                  | Tadeusz Ślusarski 5,50 m                                                         | Vladimir Trofimenko 5,50 m                                                                  |
| Saut en longueur | Nenad Stekić 7,97 m                                                                           | Grzegorz Cybulski 7,95 m                                                         | David Giralt 7,92 m                                                                         |
| Triple saut | Anatoli Piskouline 17,30 m                                                                    | Ron Livers 16,96 m                                                               | Willie Banks 16,94 m                                                                        |
| Lancer du poids | Valcho Stoev 19,55 m                                                                          | Nikolai Khristov 19,44 m                                                         | Wolfgang Warnemünde 18,94 m                                                                 |
| Lancer du disque | Nikolay Vikhor 64,14 m                                                                        | Vladimir Rayev 62,42 m                                                           | Wolfgang Warnemünde 61,98 m                                                                 |
| Lancer du marteau | Emanuil Dyulgerov 73,50 m                                                                     | Youri Sedykh 72,42 m                                                             | Aleksandr Kozlov 72,40 m                                                                    |
| Lancer du javelot | Vasiliy Yershov 81,60 m                                                                       | David Ottley 81,14m                                                              | Valentin Dzhonev 79,76 m                                                                    |
| Décathlon | Sepp Zeilbauer 8 097 pts                                                                      | Valeriy Kachanov 7 958 pts                                                       | Rumen Petrov 7 949 pts                                                                      |
| Records et Performances - AR : Record continental (area record) - CR : Record des championnats (championship record) - MR : Record du meeting (meet record) - NR : Record national (national record) - OR : Record olympique (olympic record) - PR : Record paralympique (paralympic record) - PB : Record personnel (personal best) - SB : Meilleure performance personnelle de la saison (season's best) - WL : Meilleure performance mondiale de l'année (world leader) - WJR : Record du monde junior (world junior record) - WR : Record du monde (world record) Circonstances et Conditions - DNF : N'a pas terminé (did not finish) - DNS : N'a pas pris le départ (did not start) - DQ : Disqualification (disqualification) - NM : Aucun essai valable enregistré (No Mark) - Q : Qualifié « directement » au prochain tour (ou à la prochaine compétition), lors d'une compétition majeure, grâce au classement ou à la réalisation des minima (automatic qualifier) - q : Qualifié au prochain tour (ou à la prochaine compétition), lors d'une compétition majeure, grâce au repêchage ou à la réalisation de l'une des meilleures performances parmi celles des « non qualifiés directement » (grâce au meilleur temps ou à la meilleure distance par exemple) (secondary qualifier) |                                                                                               |                                                                                  |                                                                                             |

### Femmes
| 100 m | Lyudmila Storozhkova 11 s 21                                                                   | Andrea Lynch 11 s 22                                                              | Silvia Chivás 11 s 23                                                          |
| 200 m | Silvia Chivás 23 s 08                                                                          | Marina Sidorova 23 s 09                                                           | Andrea Lynch 23 s 23                                                           |
| 400 m | Rosalyn Bryant 52 s 10                                                                         | Natalya Sokolova 52 s 15                                                          | Beatriz Castillo 52 s 95                                                       |
| 800 m | Totka Petrova 1 min 57 s 6                                                                     | Tatyana Kazankina 1 min 58 s 6                                                    | Svetla Koleva 1 min 58 s 9                                                     |
| 1 500 m | Totka Petrova 4 min 05 s 7                                                                     | Natalia Mărăşescu 4 min 05 s 8                                                    | Maricica Puică 4 min 06 s 4                                                    |
| 100 m haies | Grażyna Rabsztyn 12 s 86                                                                       | Tatyana Anisimova 13 s 03                                                         | Natalya Lebedeva 13 s 05                                                       |
| 4 × 100 m | Union soviétique Lyudmila Maslakova Vera Anisimova Marina Sidorova Tatyana Prorochenko 43 s 16 | Bulgarie Sofka Popova Atanaska Georgieva Ivanka Valkova Lyubina Dimitrova 44 s 30 | Pologne Bogusława Kaniecka Helena Fliśnik Ewa Witkowska Ewa Długołęcka 44 s 79 |
| Saut en hauteur | Sara Simeoni 1,92 m                                                                            | Debbie Brill 1,90 m                                                               | Tatyana Boyko 1,86 m                                                           |
| Saut en longueur | Jacqueline Curtet 6,38 m                                                                       | Jarmila Nygrýnová 6,35 m                                                          | Jodi Anderson 6,35 m                                                           |
| Lancer du poids | Elena Stoyanova 19,98 m                                                                        | Nina Isayeva 19,56 m                                                              | Helma Knorscheidt 19,29 m                                                      |
| Lancer du disque | Maria Vergova 66,34 m                                                                          | Svetlana Melnikova 61,78 m                                                        | Radostina Bakhchevanova 61,08 m                                                |
| Lancer du javelot | Nadezhda Yakubovich 61,42 m                                                                    | Ivanka Vancheva 61,12 m                                                           | Aranka Vágási 61,12 m                                                          |
| Pentathlon | Valentina Dimitrova 4 630 pts                                                                  | Jane Frederick 4 625 pts                                                          | Yekaterina Smirnova 4 521 pts                                                  |
| Records et Performances - AR : Record continental (area record) - CR : Record des championnats (championship record) - MR : Record du meeting (meet record) - NR : Record national (national record) - OR : Record olympique (olympic record) - PR : Record paralympique (paralympic record) - PB : Record personnel (personal best) - SB : Meilleure performance personnelle de la saison (season's best) - WL : Meilleure performance mondiale de l'année (world leader) - WJR : Record du monde junior (world junior record) - WR : Record du monde (world record) Circonstances et Conditions - DNF : N'a pas terminé (did not finish) - DNS : N'a pas pris le départ (did not start) - DQ : Disqualification (disqualification) - NM : Aucun essai valable enregistré (No Mark) - Q : Qualifié « directement » au prochain tour (ou à la prochaine compétition), lors d'une compétition majeure, grâce au classement ou à la réalisation des minima (automatic qualifier) - q : Qualifié au prochain tour (ou à la prochaine compétition), lors d'une compétition majeure, grâce au repêchage ou à la réalisation de l'une des meilleures performances parmi celles des « non qualifiés directement » (grâce au meilleur temps ou à la meilleure distance par exemple) (secondary qualifier) |                                                                                                |                                                                                   |                                                                                |

## Medal table
| Rang  | Nation               | Or | Argent | Bronze | Total |
| ----- | -------------------- | -- | ------ | ------ | ----- |
| 1     | Union soviétique     | 9  | 9      | 8      | 26    |
| 2     | Bulgarie             | 7  | 4      | 4      | 15    |
| 3     | États-Unis           | 4  | 3      | 5      | 12    |
| 4     | Cuba                 | 4  | 1      | 4      | 9     |
| 5     | Pologne              | 3  | 5      | 2      | 10    |
| 6     | Italie               | 1  | 2      | 0      | 3     |
| 7     | France               | 1  | 1      | 1      | 3     |
| 8     | Tchécoslovaquie      | 1  | 1      | 0      | 2     |
| 8     | Yougoslavie          | 1  | 1      | 0      | 2     |
| 10    | Allemagne de l'Ouest | 1  | 0      | 2      | 3     |
| 11    | Autriche             | 1  | 0      | 0      | 1     |
| 11    | Belgique             | 1  | 0      | 0      | 1     |
| 13    | Royaume-Uni          | 0  | 3      | 1      | 4     |
| 14    | Roumanie             | 0  | 2      | 2      | 4     |
| 15    | Allemagne de l'Est   | 0  | 1      | 3      | 4     |
| 16    | Canada               | 0  | 1      | 0      | 1     |
| 17    | Algérie              | 0  | 0      | 1      | 1     |
| 17    | Hongrie              | 0  | 0      | 1      | 1     |
| Total | Total                | 34 | 34     | 34     | 102   |